# النادرة العليا

تعديل مصدري - تعديل

النادرة العليا إحدى حارات مدينة النادرة بمحافظة إب، بلغ تعداد سكانها 253 نسمة حسب تعداد اليمن لعام 2004.